# Congrés Mundial de Religions Ètniques
El Congrés Mundial de Religions Ètniques és una organització majoritàriament neopagana, encara que amb membres hinduistes, fundada a Vílnius, Lituània, el 1998 i que ha realitzat congressos en països diversos incloent Jaipur, Índia (2006).

## Membres
- Romuva, Lituània
- Dievturi, Letònia
- Rodzima Wiara, Polònia
- Asatrufelagið, Islàndia
- Forn Siðr, Dinamarca
- Suprem Consell de Grecs Gentils, Grècia
- Diipetes, Grècia
- Associació Domus, França
- Werkgroep Traditie, Bèlgica.
- Eldaring, Alemanya
- Foreningen Forn Sed, Noruega
- Federazione Pagana, Itàlia
- Pravoslavya, Ucraïna
- Vishva Hindu Parishad, Índia.

## Congressos[1]
- Vílnius (1998)
- Telsiai (1999)
- Bradesiai (2000)
- Vílnius (2001)
- Vílnius (2002)
- Vílnius (2003)
- Atenes (2004)
- Antwerp (2005)
- Jaipur (2006)
- Letònia (2007)

## Pàgina web
- Pàgina web